# Saint-Victor-sur-Rhins
Saint-Victor-sur-Rhins település Franciaországban, Loire megyében. Lakosainak száma 1164 fő (2022. január 1.). Saint-Victor-sur-Rhins Thizy-les-Bourgs, Saint-Jean-la-Bussière, Amplepuis, Combre, Montagny és Régny községekkel határos.

## Népesség
A település népessége az elmúlt években az alábbi módon változott:
| Lakosok száma | 927  | 796  | 872  | 1023 | 1166 | 1174 | 1181 | 1191 | 1207 | 1164 |
|               | 1968 | 1982 | 1990 | 2006 | 2013 | 2015 | 2017 | 2019 | 2020 | 2022 |